# ATC 코드 M04
ATC 코드 M04는 ATC 코드의 통풍 치료제로 사용하는 약물을 정리한 코드이다.

ATC 코드 M 근골격계의 하위그룹을 이룬다.
동물용 의약품을 위한 코드(ATCvet 코드)의 경우 인체의약품 코드 앞에 Q가 들어가게 된다. 예 : QM04.

## M04A 통풍치료제

### M04AA 요산생성방해 약물
M04AA01 Allopurinol
M04AA02 Tisopurine
M04AA03 Febuxostat
M04AA51 Allopurinol, combinations

### M04AB 요산배출증가 약물
M04AB01 Probenecid
M04AB02 Sulfinpyrazone
M04AB03 Benzbromarone
M04AB04 Isobromindione

### M04AC 요산 대사에 영향이 없는 약물
M04AC01 Colchicine
M04AC02 Cinchophen

### M04AX 기타 통풍치료제
M04AX01 Urate oxidase
M04AX02 Pegloticase